# Mara-Il
Mara-Il je edini kralj Nagarja, znan po imenu, in prva znana zgodovinska osebnost iz Gornje Mezopotamije. V večini pisnih dokumentov  je omenjen samo z njegovim naslovom  "En" in brez osebnega imena. Njegovo ime je omenjeno samo v besedilu iz Marija, ki se glasi: "Mara-Il; vladal malo več kot eno generacijo malo pred uničenjem Nagarja" (okoli leta 2300 pr. n. št.). Naslov "En" v drugih besedilih, vključno s tistimi iz Nabade, se verjetno nanaša prav nanj.

## Amar-AN
Napis iz Marija omenja nekega Amar-Ana iz dežele Nagar, ki bi lahko bil Mara-Il, čigar ime se je v Ebli pisalo ma-ra-AN.

## Opombi
1. ↑  Amar-AN, sin Ur-dUTU.ŠA.[5]
2. ↑  AN je bil klinopisni znak, ki je označeval besedo "bog", in je enakovreden semitskemu "il".